# Jolene Purdy
Jolene Aiko Purdy (Redondo Beach, 9 de diciembre de 1983) es una actriz estadounidense de cine y televisión. Su origen es mitad japonés y mitad caucásico. Purdy interpretó a Cherita Chen en la película Donnie Darko de 2001 y ha actuado en series de televisión como Do not disturb, Gigantic y La cúpula.

## Biografía
Nació el 9 de diciembre de 1983 en Redondo Beach, California. Purdy se graduó en la "Redondo Union High School". En la escuela, formaba parte de la sociedad de actuación y el coro. 
El primer musical en el cual participó ("Annie"), la enganchó al mundo del espectáculo. Además, participó en el coro de niños del musical Evita en el Civic Light Opera of South Bay cities. Durante el verano de su segundo año viajó a Londres para participar en los premios British Arts, donde obtuvo el primer premio como solista vocal.

## Carrera
Si bien tras graduarse en la secundaria se fijó comenzar la universidad, Purdy fue elegida como narradora en el espectáculo "Aladdin Live" en Disneylandia.Poco después, Jolene Purdy consiguió el papel de Cherita Chen en la película Donnie Darko, 2001. Jolene Purdy siguió centrándose en la escuela y una audiciones durante el verano para obtener papeles en "Judging Amy" y "Boston public".
Entre sus trabajos en televisión se encuentran la comedia de FOX, Do not disturb (No molestar), que debutó en 2008, así como la serie de comedia 10 things I hate about you de ABC Family, interpretando a Mandella en ocho episodios. Purdy es también conocida por su papel en la serie dramática Gigantic de TeenNick. Ella se unió al elenco de Under the Dome (La cúpula) como Dodee Weaver en 2013.

## Filmografía
| Año         | Título                     | Personaje          | Notas                                                      |
| ----------- | -------------------------- | ------------------ | ---------------------------------------------------------- |
| 2001        | Donnie Darko               | Cherita Chen       |                                                            |
| 2001        | Boston public              | Cindy Lavin        | Episodio: "Chapter twenty-three"                           |
| 2002        | Judging Amy                |                    | Episodio: "Tidal wave"                                     |
| 2008        | Do Not Disturb             | Molly              | Cinco episodios                                            |
| 2009-2010   | 10 Things I Hate About You | Mandella           | Ocho episodios                                             |
| 2010-2011   | Gigantic                   | Piper Katins       | Papel principal                                            |
| 2010        | Breaking Bad               | Cara               | Episodio: "Green light"                                    |
| 2011        | Irea the movie             | Lapenny Wordon     | Papel de apoyo                                             |
| 2011        | Glee                       | Ronnie             | Dos episodios: "The purple piano project" y "I am unicorn" |
| 2012        | Raising hope               | Venom              | Un episodio                                                |
| 2013 - 2014 | Under the Dome             | Dodee Weaver       | 9 episodios                                                |
| 2016        | Orange is the new black    | Stephanie Hapakuka | 12 episodios                                               |
| 2021        | WandaVision                | Beverly            |                                                            |
| 2021        | The White Lotus            |                    |                                                            |